# Scooby-Doo, merre vagy?
A Scooby-Doo, merre vagy? (eredeti cím: Scooby-Doo Where Are You?) című televíziós sorozat az amerikai CBS televízió társaság és a szintén amerikai Hanna-Barbera rajzfilmstúdió berkeiben született meg. Egy olyan erőszakmentes, szombat esti animációs sorozatot akartak készíteni, amelynek célja a szórakoztatás. Ez a sorozat rengeteg spin-off, feldolgozás alapjául szolgált, egészen napjainkig különböző sorozatféléket élt meg, mint a Mizújs, Scooby-Doo? és a Scooby-Doo újabb kalandjai.
Több lehetséges neve is volt a sorozatnak, mint például a Titokzatos ötös vagy Misztikus ötös (angolul: Mysteries Five). Azonban végül a Scooby-Doo, merre vagy? nevet kapta.
Az alapkoncepciója a sorozatnak az, hogy négy fiatal: Fred, Diána, Vilma és Bozont és egy dán dog: Scooby-Doo természetfeletti ügyeket oldanak meg. Mindig gonosztevőkkel találják magukat szemben (például az első részben egy fekete lovaggal), akiről később kiderítik, hogy csak álruhába bújt emberek, akik valami rosszban sántikáltak.

## Megjelenése a médiában
A Scooby-Doo, merre vagy? egy óriási mérföldkő volt a Hanna–Barbera és a CBS számára, amely hihetetlen sikert aratott. Így különböző, ehhez a sorozathoz hasonló formátumúakat is elkezdtek gyártani, olyanokat, mint a Scooby-Doo: Josie és a Cicababák, Enikő és Benő, Funky Fantom, Kicsi Kocsi, Állkapocs, a cápa, Caveman Kapitány és a Tiniangyalok, valamint a Tűpofa, ám ezek mind csak egy-egy évadot éltek meg.
2005-ben, a Scooby-Doo, merre vagy? bekerült a Channel 4 100 legnagyszerűbb rajzfilm összeállításába. majd ugyanezen a csatornán a Kid's Show műsorban a nézők szavazatai alapján a nyolcadik legjobb tévéműsornak választották. A legnagyszerűbb rajzfilm címet nyerte el az IGN Top 100 animációs sorozat listáján.

## A magyar változat
A magyar változatot 2002-ben vetítette a TV2, majd később ismételni kezdte a Cartoon Network. Magyar nyelven úgyszintén 2005-től ismételte a Boomerang.
Ezt a változatot a Masterfilm Digital készítette. Scooby magyar hangja Vass Gábor lett, akinek az évek alatt Hankó Attila, Kristóf Tibor és Melis Gábor is kölcsönözte a hangját. Shaggy nevét Bozontra fordították, az ő magyar hangja pedig Fekete Zoltán lett, Daphne nevét Diánára, az ő hangja Hámori Eszter, Vilmát pedig Madarász Éva alakította. E szereplők hangja a mai napig nem változott. Fred hangja Bódy Gergely volt, akinek ma gyakran Markovics Tamás adja a hangját. A Mystery Machine folyamatos fordítása a sorozat évadjain keresztül máig folyamatosan Csodajárgány. A Scooby Snack maradt Scooby Snack, bár sok helyen ma Scooby Keksznek vagy Scooby Csemegének fordítják. Bozont az idők során jellegzetessé vált kiszólása a Zoinks! Egek! lett, másik jellemzője, hogy a mondat elején Like… szót mond, a magyar változatban eltűnt, nem fordították. Vilma Jinkies! szállóigéjéből, mely szintén köztudottá nőtte ki magát, Apám! felkiáltás lett.

## Szinkron
| Karakter   | Eredeti hang                                                               | Magyar hang   |
| ---------- | -------------------------------------------------------------------------- | ------------- |
| Scooby-Doo | Don Messick                                                                | Vass Gábor    |
| Bozont     | Casey Kasem                                                                | Fekete Zoltán |
| Fred       | Frank Welker                                                               | Bódy Gergely  |
| Vilma      | Nicole Jaffe                                                               | Madarász Éva  |
| Diána      | Indira Stefanianna Christopherson (1. évad) Heather North Kenney (2. évad) | Hámori Eszter |

## Epizódok
| Évad | Évad | Epizódok | Eredeti sugárzás     | Eredeti sugárzás  | Magyar sugárzás | Magyar sugárzás    |
| Évad | Évad | Epizódok | Évadpremier          | Évadfinálé        | Évadpremier     | Évadfinálé         |
| ---- | ---- | -------- | -------------------- | ----------------- | --------------- | ------------------ |
|      | 1    | 17       | 1969. szeptember 13. | 1970. január 17.  | 2002. május 11. | 2002. július 6.    |
|      | 2    | 8        | 1970. szeptember 12. | 1970. október 31. | 2002. július 7. | 2002. augusztus 3. |

## Készítők
- Rendező: Joseph Barbera, William Hanna, Howard Swift
- Forgatókönyvíró: Joe Ruby, Ken Spears és Bill Lutz írta az első évad összes részének forgatókönyvét, míg a második évad forgatókönyvének Joe Ruby, Ken Spears, Bill Lutz, Larz Bourne, és Tom Dagenais voltak a szerzői.